# Camil Domínguez
Camil Inmaculada Domínguez Martínez (Santo Domingo, 7 dicembre 1991) è una pallavolista dominicana, palleggiatrice del Caribeñas.

## Carriera

### Club
La carriera di Camil Domínguez inizia quando si trasferisce per motivi accademici negli Stati Uniti d'America, dove partecipa al campionato universitario di NCAA Division I con la Florida Gulf Coast dal 2010 al 2011, trasferendosi in seguito alla Lee, militandovi dal 2012 al 2013.
Rientrata in patria fa la sua prima esperienza professionistica con il Mirador, disputando il campionato mondiale per club 2015. In seguito partecipa alla prima edizione della Liga de Voleibol Superior con il Caribeñas, centrando la vittoria dello scudetto e venendo premiata come miglior palleggiatrice. Resta legata al Caribeñas anche nelle edizioni seguenti del torneo.

### Nazionale
Fa parte della nazionale dominicana under 18 che conquista la medaglia d'argento al campionato nordamericano 2006 e partecipa al campionato mondiale 2007; con l'under 20 si aggiudica invece l'argento prima al campionato nordamericano 2008 e poi al campionato mondiale 2009. In ambito giovanile vince ancora un argento al campionato mondiale under 23 2013, con la nazionale di categoria.
Fa il suo esordio in nazionale maggiore al World Grand Prix 2014, andando poi a conquistare qualche mese più tardi la medaglia d'oro ai XXII Giochi centramericani e caraibici. L'anno seguente centra la vittoria dell'oro alla NORCECA Champions Cup, seguita da un bronzo ai XVII Giochi panamericani e dall'argento al campionato nordamericano. In seguito conquista un oro e un argento, rispettivamente alla Coppa panamericana 2016 e 2017, seguiti dalla vittoria di un altro oro ai XXIII Giochi centramericani e caraibici.
Nel 2019 centra la vittoria di altre due medaglie d'argento, alla Coppa panamericana e alla NORCECA Champions Cup, e di altri due ori, ai XVIII Giochi panamericani e al campionato nordamericano. Dopo aver partecipato ai Giochi della XXXII Olimpiade, conquista l'oro alla NORCECA Final Six 2022.

## Palmarès

### Club
- Campionato dominicano: 1

2018

### Nazionale (competizioni minori)
- Campionato nordamericano under 18 2006
- Campionato nordamericano under 20 2008
- Campionato mondiale under 20 2009
- Campionato mondiale under 23 2013
- Giochi centramericani e caraibici 2014
- NORCECA Champions Cup 2015
- Giochi panamericani 2015
- Coppa panamericana 2016
- Coppa panamericana 2017
- Giochi centramericani e caraibici 2018
- Coppa panamericana 2019
- Giochi panamericani 2019
- NORCECA Champions Cup 2019
- NORCECA Final Six 2022

### Premi individuali
- 2018 - Liga de Voleibol Superior: Miglior palleggiatrice